# Ślad kulturowy
Ślad kulturowy (ang. cultural footprint) – wynik oddziaływania grup oraz jednostek na ich środowisko kulturowe.

## Definicja w kilku punktach
W czerwcu 2013 podjęto próbę określenia czym są ślady kulturowe. Inicjatorem tego przedsięwzięcia była grupa ekspertów wywodzących się z UNESCO, OECD, Międzynarodowej Organizacji Frankofonii, francuskich ministerstw, firm oraz społeczeństwa obywatelskiego.
Ślad kulturowy określa się jako „całokształt efektów zewnętrznych, dobrych lub złych, wywieranych na kulturowe środowisko przez działanie określonego podmiotu”. Ocenia się go jako dobry (pozytywny) wtedy, kiedy przyczynia się on do wzbogacenia różnorodności kulturowej, do wzmocnienia kulturowego nasycenia.
Drugi mający wartość normatywną tekst (opublikowany w 2017 r.) dodaje, że „wszystkie podmioty mają możliwość aktywowania dostępnych zasobów kulturowych – chodzi o zgłębianie ich i ich wykorzystywanie. Jednocześnie przypada na nie odpowiedzialność czynienia czegoś dobrego” względem owego podłoża i kreatywnego klimatu. Oznacza to, że grupy oraz jednostki „same stawiają sobie zadania, a swoje działanie rozpatrują w oparciu o własne cechy specyficzne, angażując się kulturowo.”

## Zastosowania
„Kulturowe ślady branży kosmetycznej” to dokument, przy powstaniu którego współpracowali: Gilles Andrier, Loïc Armand, Francesco Bandarin, Jérôme Bédier, Françoise Benhamou, Fouad Benseddik, Gilles Boëtsch, Dominique Bourg, Jérôme Gouadain, Maria Gravari-Barbas, Marc-Antoine Jamet, François Jullien, Pascal Lamy, Jacques Lévy, Gilles Lipovetsky, Françoise Montenay, Jean Musitelli, Patrick O'Quin, Philippe d'Ornano, Dominique Perrault, Marie-Hélène Plainfossé oraz Nicole Rouvet. Wyszczególniono w nim kilka wymiarów środowiska kulturowego, gdzie wkład gospodarki może okazać się istotny: nauka, architektura, sztuka, kolory, etyka, wyobraźnia, dziedzictwo, rozrywka, zdolność odnalezienia się w różnych sytuacjach społecznych, wyróżnianie się itd.